# ممثلية قبرص لدى دولة فلسطين
مكتب ممثلية دولة قبرص لدى دولة فلسطين هي الممثلية الدبلوماسية العُليا القبرصية لدى دولة فلسطين. يقع مقرها في مدينة البيرة.

## قائمة الممثلين
| الترتيب | رئيس البعثة الدبلوماسية | تاريخ الاعتماد الدبلوماسي | تاريخ الانتهاء | رئيس قبرص                                                           | رئيس دولة فلسطين | ملاحظات                          |
| ------- | ----------------------- | ------------------------- | -------------- | ------------------------------------------------------------------- | ---------------- | -------------------------------- |
|         | اندريا سكوزوبيز         | 23 أبريل 2009             |                |                                                                     | محمود عباس       |                                  |
|         | بنيكوس بانايي           |                           | نوفمبر 2015    |                                                                     | محمود عباس       |                                  |
|         | سافاس فلاديميرو         |                           | نوفمبر 2020    |                                                                     | محمود عباس       | مُنح وسام القدس في 12 نوفمبر 2020 |
|         | ديميتريس أسوس           | 18 أغسطس 2021             | يونيو 2025     | مُنح وسام الرئيس محمود عباس من درجة «نجمة الصداقة» في 23 يونيو 2025. | محمود عباس       |                                  |